# Набій з розділеним пороховим зарядом
Набій з розділеним пороховим зарядом — різновид боєприпасів підвищеної потужності до мисливських рушниць, запропонований новосибірським конструктором, кандидатом технічних наук М. А. Кисліним наприкінці 80-х років XX століття. На початку XIX століття набої даного типу почали використовуватися з бойовою гладкоствольною зброєю для вирішення спеціальних вогневих завдань в замкнутих приміщеннях.

## Конструкція
Особливістю даного виду набоїв є розміщення в пороховому заряді діафрагми, яка має отвір і розділяє заряд всередині гільзи на дві нерівні частини. Присутність діафрагми дозволяє ініціювати другу частину порохового заряду з деякою фіксованою затримкою відносно першої, що призводить до того, що «верхня полиця» на кривій тиску розтягується, а етап початкового розгону кулі в стволі продовжується. Це дозволяє збільшити загальну потужність порохового заряду без збільшення пікових значень максимального тиску порохових газів всередині ствола.
Наслідком цього є приріст початкової швидкості кулі або дробового контейнера-пижа в стволі зброї до недосяжних для гомогенних порохових зарядів швидкостей. У всьому іншому конструкція набоїв з розподіленим зарядом нічим не відрізняється від звичайних боєприпасів, а технологія їх складання дозволяє навіть здійснювати її в кустарних умовах. Серед недоліків нововведення відзначають дещо більш жорстку віддачу, яка помітно легше переноситься при використанні напівавтоматичної зброї.
Відпрацювання ідеї набоїв з розділеним пороховим зарядом було здійснено на боєприпасах «Іскра-М» зі сталевими і свинцевими кулями Полєва, зібраними з подвійними і потрійними зарядами з різних порохів («Вектан» і «Сунар 42»), які були розділені картонними діафрагмами.
У 2016 році з'явилася інформація про застосування рушничних набоїв підвищеної потужності з розділеним пороховим зарядом і вольфрамової кулею, яка руйнується, спеціальними підрозділами СОБР ГУМВС Росії по Новосибірській області. За повідомленням журналу «Наука і військова безпека» основним призначенням цього типу набоїв стало забезпечення швидкого проникнення штурмових груп в замкнуте приміщення за допомогою оперативного вибивання петель і замків у металевих і дерев'яних дверей, гарантуючи при цьому мінімальний вражаючий ефект і низьку схильність до рикошету.

## Додаткова література
- Кислин М. «Экстра» от «Искры» // Калашников : журнал. — 2005. — № 3 (март). — С. 30-31.
- Кислин М. «Экстра-М» и «Искра-М» // Калибр : журнал. — 2005. — № 2 (февраль). — С. 28-31.